# زاعجة بولينيزية
الزاعجة البولينيزية (Aedes polynesiensis) أو بعوضة الببر البولينيزية (بالإنجليزية: Polynesian tiger mosquito)‏ هي بعوضة تنتشر في جنوب المحيط الهادي (منطقة أوقيانوسيا) في جزر أوسترال وجزر كوك وجزر أليس وجزر فيجي وجزر هورن وجزر ماركيساس وجزيرة بيتكيرن والجزر الساموية وجزر المجتمع وجزر توكلو وجزر تواموتو. تمثل الزاعجة البولينيزية ناقلا لفيروس الضنك وداء الفيل.